# Интимни односи / Жена које нема
Интимни односи / Жена које нема четврти је сингл музичке рок групе Галија. Објављен је 1988. године за издавачку кућу ПГП РТБ на винил формату. Песме са сингла нашле су се на албуму Далеко је Сунце.